# Enceliopsis
Enceliopsis es un género de plantas con flores perteneciente a la familia Asteraceae.  Comprende 6 especies descritas y de estas, solo 3 aceptadas.

## Taxonomía
El género fue descrito por (A.Gray) A.Nelson. y publicado en Botanical Gazette 47(6): 432–434. 1909.
Etimología
Enceliopsis: nombre genérico compuesto de Encelia y -opsis = "semejanza", refiriéndose al parecido de ambos.

## Especies aceptadas
A continuación se brinda un listado de las especies del género Enceliopsis aceptadas hasta julio de 2012, ordenadas alfabéticamente. Para cada una se indica el nombre binomial seguido del autor, abreviado según las convenciones y usos.
- Enceliopsis argophylla (D.C.Eaton) A.Nelson
- Enceliopsis covillei (A.Nelson) S.F.Blake
- Enceliopsis nudicaulis (A.Gray) A.Nelson